# К-535 Yuri Dolgoruki
El К-535 «Yuri Dolgoruki» (en ruso: К-535 «Юрий Долгорукий») es el primer submarino de misiles balísticos ruso de propulsión nuclear del Proyecto 955 Borey que se construye para la Armada de la Federación Rusa. El Yuri Dolgoruki, junto con los submarinos Aleksandr Nevski y Vladimir Monomaj, representa el inicio de la llamada cuarta generación de submarinos estratégicos. El año 2008 fue botado y en 2011 fue incorporado a la Armada Rusa.

## Nombre
El submarino К-535 Yuri Dolgoruki lleva el nombre del príncipe que fundó Moscú (en 1147).

## Clase
Otros dos submarinos del Proyecto 955 «Borey» (Viento Ártico) son los que también ostentan nombres de príncipes rusos -”Alejandro Nevski” y “Vladímir Monomaj”- y se encuentran en proceso de construcción desde 2004 y 2006, respectivamente. Está previsto que se construyan un total de ocho submarinos de esta clase hasta 2018.

## Armamento

### Misil Bulava
El Bulava es una versión para submarinos del misil balístico intercontinental ruso Topol-M (SS-27). El misil Bulava es mayor que el misil R-39 Bark (SS-N-28); por esta razón se creía que el Yuri Dolgoruki portaría sólo 12 misiles, pero según el informe START de 2007 resulta que todos los submarinos, incluyendo al Yuri Dolgoruki, portarán 16 misiles.

### Torpedos
Usa dos tipos de torpedo, el VA-111 Shkval único a reacción, que es capaz de desplazarse a 512 km/h a 90 m de profundidadcon una longitud de 8,2 m, ø533 mm, un peso de 2700 kg, carga de Combate de 210 kg, cabeza de combate de 0,5 kt y un alcance de 300 km y el Shkval, más avanzado que el anterior y se desplaza a 720 km/h. Actualmente se usa en las fuerzas submarina Rusas.
PROPIEDADES: Supercavitación, la cavitación se forma detrás de un objeto rodeado por un rápido flujo de líquido. La supercavitación es un fenómeno hidrodinámico, una variación de la cavitación. Se produce al moverse un objeto a gran velocidad en un fluido (líquido). La diferencia fundamental entre cavitación y supercavitación reside en la velocidad y en los usos potenciales de la misma, mientras la cavitación es un fenómeno generalmente negativo tanto para la industria naval o la aeronáutica, la supercavitación es una nueva vía de futuro en la industria, y ofrece nuevos horizontes económicos y tecnológicos. Este fenómeno consiste en que al moverse el objeto a gran velocidad, el fluido que se desplaza a su alrededor adquiere una velocidad muy grande haciendo que su presión disminuya drásticamente. Si se llega al punto de evaporación del líquido, éste se convierte en gas y por tanto el objeto se desplaza por un medio gaseoso disminuyendo así su fricción. La cavitación o aspiración en vacío es un efecto hidrodinámico que se produce cuando el agua o cualquier otro fluido pasa a gran velocidad por una superficie determinada en una arista afilada, produciendo una descompresión del fluido en la zona de la arista. Puede ocurrir que se alcance la presión de vapor del líquido a la temperatura que se encuentra dicho líquido de tal forma que las moléculas que lo componen cambian inmediatamente de estado líquido a vapor. Las burbujas formadas viajan a zonas de mayor presión e implotan (el vapor regresa al estado líquido de manera súbita, «aplastándose» bruscamente las burbujas) produciendo una estela de gas, y un rápido desgaste de la superficie que origina este fenómeno, ahora bien, en la Supercavitación se exagera este efecto con el fin último de que un objeto sumergido en un fluido se vea rodeado de una burbuja de gas en su totalidad para así reducir el efecto de la fricción del fluido y obtener así velocidades más altas haciendo que la implosión del gas se efectúe detrás de la cola del objeto en cuestión. Actualmente esta tecnología es toda una revolución en el sector de armamento naval. Este fenómeno es aprovechado por el ejército estadounidense para las balas de destrucción de minas. Estas balas tienen una punta achatada que provocan una supercavidad (el gas producido envuelve completamente al proyectil) haciendo que puedan llegar con suficiente energía a 15 metros de profundidad para poder hacer explotar una mina. Estas balas se lanzan desde un helicóptero artillado sobre el objetivo. Otra aplicación militar es el torpedo ruso de supercavitación Shkvall, que aprovechando este efecto puede viajar a la increíble velocidad de 180 m/s por debajo del agua.
En 1977 la Unión Soviética desarrolló un nuevo tipo de torpedo guiado con características totalmente revolucionarias, el Shkvall (chubasco) desarrollado en el Instituto ucraniano de hidromecánica, es el primer torpedo de supercavitación del mundo, el cual entre sus características básicas destaca la de superar la velocidad de 500 km./h bajo el agua, aunque su alcance era bastante limitado, llegando a tener en su primera versión unos 8 km de alcance total, aunque durante las décadas de los 80 y los 90 siguió siendo mejorado y en sus últimas versiones (Shkvall II) ya se hablan de velocidades cercanas a los 720 km/h y alcances que rondan los 160 km, aunque debido secreto ruso estos datos no son totalmente fiables a falta de confirmaciones oficiales. El torpedo shkvall es un torpedo curioso en su funcionamiento, realmente es más parecido a un misil que a un torpedo, su propulsión se basa en dos motores cohete de combustible sólido, que le proporcionan el empuje necesario para alcanzar las velocidades necesarias para la supercavitación y su máxima velocidad punta, además el Skvall reutiliza parte de los gases de combustión del motor para redirigirlos a la zona del morro donde se encuentran varias salidas de gases que sirven para aumentar de manera significativa el volumen de gas necesario para envolver el torpedo Puede parecer un poco chocante el uso de motores de cohetes para la impulsión del torpedo, pero es el único medio factible de propulsión puesto que en el punto de la cola del torpedo una hélice estaría dentro de la burbuja de gas, o en la zona de turbulencias que sigue a la burbuja, perdiendo su capacidad de propulsión. Confortabilidad de los submarinos Rusos

## Construcción

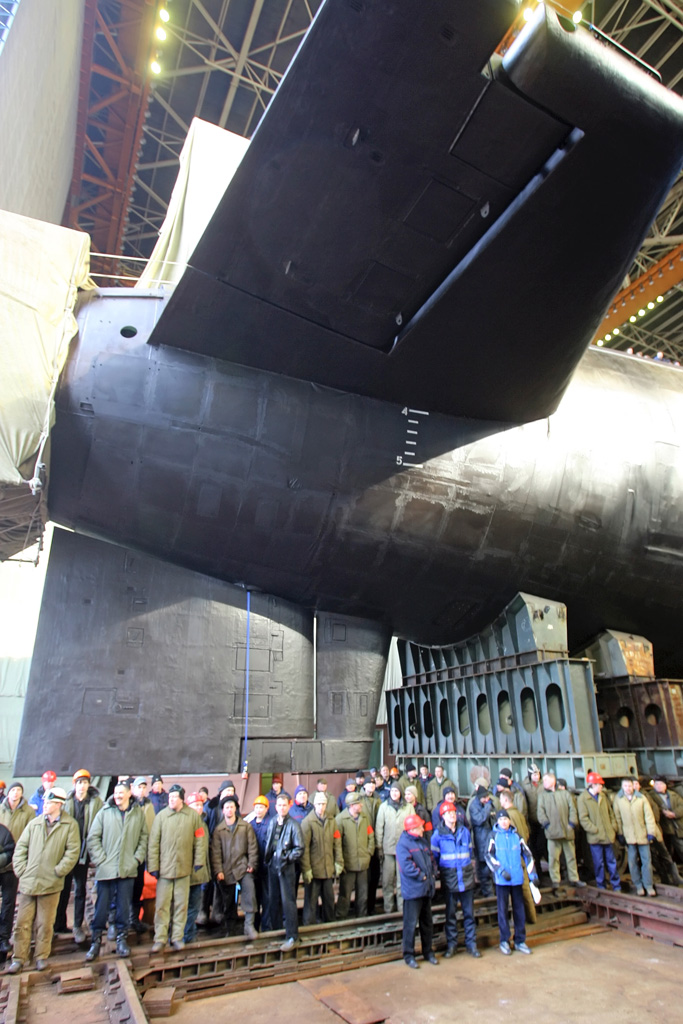
El Yury Dolgorukiy durante su construcción, año 2007.

La construcción de este submarino se anunció el 16 de octubre de 1996; y el 2 de noviembre de 1996 se inició la construcción con su puesta en grada. La construcción se retrasó una semana por el mal tiempo, que impidió que los oficiales de alto rango pudieran asistir a dicha ceremonia. En estos primeros momentos la incorporación del submarino sería en 2001. Sin embargo, el misil que debía portar el Proyecto 935 Borey, el R-39M Bark, no tuvo un buen desarrollo y tras tres pruebas fallidas el misil se canceló en 1999; el submarino tuvo que modificarse para alojar otro misil: el misil Bulava. El nombre del proyecto cambió a Proyecto 955 Borey. En el momento en el que la construcción se paró por motivos técnicos, el submarino estaba al 3% de construcción. Por la falta de fondos la ciudad de Moscú financió la construcción del mismo.
En 2001 la construcción se retomó y se planteó el objetivo de botarlo en 2004, pero debido a la falta de financiación la construcción se ha retrasado notablemente. Ejemplo de ello es que en 2003 el submarino estaba al 40% y el objetivo de botarlo en 2002 e incorporarlo en 2004 no fue real. En 2005 se fijó el año 2006 como año de incorporación del Yuri Dolgoruki; en 2006 cambiaron los planes: la botadura sería en 2006 y la incorporación, en 2008. Al final la botadura se retrasó al año 2007, manteniéndose la incorporación para 2008. Las pruebas probablemente empezarán en octubre de 2007. De cumplirse ese objetivo el Yuri Dolgoruki habrá tardado 12 años en completarse, con una incorporación de 7 o 6 años de retraso sobre la previsión inicial.
La botadura del submarino se celebró el 15 de abril de 2007 en Severodvinsk, con un grado de construcción del 82%; se prevé incorporarlo en 2008. El Gobierno ruso ha asignado cerca de 5000 millones de rublos, el 40% de los presupuestos de la Armada rusa para 2007, para la finalización del submarino. Tras la incorporación, será destinado a la Flota del Norte.
Varios trabajadores del astillero Sevmash se quejaron a los medios de comunicación rusos acerca de las condiciones en las que el submarino fue botado. En especial criticaron que la soldadura del casco exterior del submarino se realizó con precipitación antes de la botadura dejándola inacabada, cubriendo las partes sin soldar con plástico negro de cara a los medios de comunicación; llegando al extremo de que algunos trabajadores llegaron a escribir la palabra «manicomio» en la parte del dique donde estaba el submarino.
También se especuló que la construcción y las pruebas del Yuri Dolgoruki se podrían acelerar de cara a las elecciones presidenciales rusas de 2008. Parte del equipamiento del submarino todavía está sin instalar y sin probar, proceso de normalmente dura alrededor de un año completarlo. Los defensores de esta opinión también consideran que la producción del misil Bulava se está acelerando

### Pruebas de alta mar

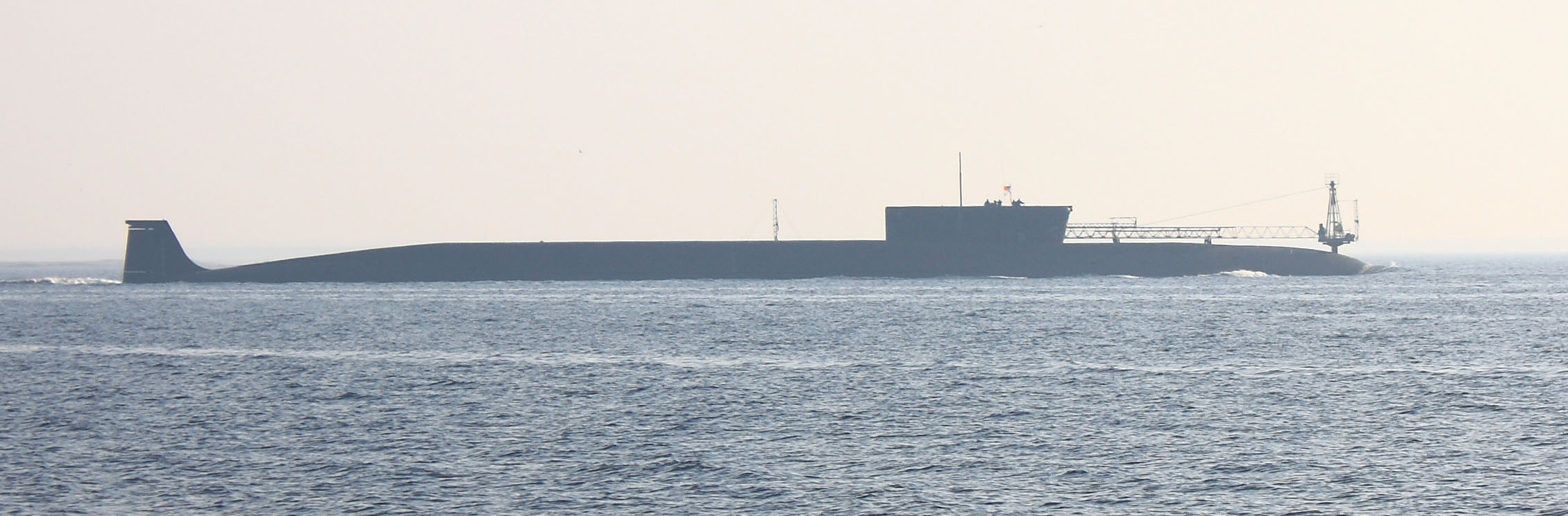
El K-535 Yury Dolgorukiy durante sus pruebas de mar, año 2010.

En Severodvinsk, Rusia, el 20 de noviembre  de 2008  el submarino nuclear ruso "Yuri Dolgoruki" de cuarta generación hizo pruebas en alta mar comunicó Nikolai Kalistrátov, jefe de la constructora naval Sevmash. El propulsor nuclear a bordo de la nave se pondrá en marcha en lo que queda de noviembre, agregó el ejecutivo de esta planta situada en el puerto de Severodvinsk, en el norte de Rusia, y especializada en la construcción de submarinos atómicos.

### Fase final de puesta en servicio
Hace poco comunicaron que para finales de julio de 2012 el submarino sería traspasado a la Marina de Guerra rusa y el 29 de julio, Día de la Marina de Guerra se celebrará la ceremonia solemne de su incorporación a dicha rama naval.
El submarino nuclear “Yuri Dolgoruki” que en diciembre completó con éxito las pruebas del complejo de misiles Bulavá, está prácticamente puesto en servicio de las fuerzas nucleares estratégicas de Rusia.
Todavía queda por resolver una serie de asuntos técnicos antes de la puesta en servicio del sumergible. Es necesario instalar misiles balísticos intercontinentales Bulavá en los lanzadores, cargar a borde torpedos, agua, alimentos. Finalmente, dejar a los tripulantes descansar después de una larga serie de pruebas del submarino y del misil Bulavá, comprobar una vez más el funcionamiento de todos los mecanismos del crucero.
La puesta en servicio del submarino estratégico Yuri Dolgoruki compensará la avería del submarino "Ekaterimburgo" que sufrió daños por incendio, declaró Ígor Korótchenko, miembro del Consejo Público supeditado al Ministerio ruso de Defensa.

“Para el Día de la Armada (29 de julio) habremos incluido en el arsenal el submarino nuclear "Yuri Dolgoruki"”
vicealmirante Víctor Chirkov, jefe de la Armada rusa

Antes de finalizar 2012, la Armada recibirá también el submarino nuclear Severodvinsk (proyecto 885 clase Yasen) y, probablemente, Alexandr Nevski  (proyecto 955).
El segundo submarino de clase Borei, Alejandro Nevski, podría unirse a la Flota del Pacífico de Rusia en 2014, dijo el ministro. El astillero Sevmash reclamó RUB 30 millones al Ministerio de Defensa ruso por no aceptar a Yury Dolgoruki porque tiene que mantener el submarino, desde entonces el ministro de Defensa Anatoly Serdiukov decidió posponer la puesta en marcha del submarino y, por lo tanto, el aplazamiento de todos los gastos de mantenimiento. Según la fuente, la no aceptación del submarino está relacionada con la falta de disponibilidad de muelles de amarre, principalmente en Kamchatka, donde estarán estacionados los dos primeros submarinos de la clase Borei, Yury Dolgoruki y Alejandro Nevski.

## Historial de servicio
Finalmente, el Yury Dolgoruki se unió a la Armada rusa el 10 de enero de 2013. La ceremonia oficial de izar los colores de la Armada rusa en el submarino fue dirigida por el ministro de Defensa, Serguéi Shoigú. Hablando a través de un enlace de video, informó al presidente Vladímir Putin que la insignia de San Andrés se había izado en el submarino, marcando simbólicamente la introducción del submarino en la Armada rusa. En 2014, después de una serie de ejercicios, el submarino está en pleno funcionamiento con la Flota del Norte de Rusia. El Yury Dolgoruki completó su primera patrulla de disuasión en 2015.